# أولاد يوسف (النواجي)
أولاد يوسف هو دُوَّار يقع بجماعة واد الجديدة، عمالة مكناس، جهة فاس مكناس في المملكة المغربية. ينتمي الدوّار لمشيخة النواجي التي تضم 9 دواوير. يقدر عدد سكانه بـ 717 نسمة حسب الإحصاء الرسمي للسكان والسكنى لسنة 2004.

## روابط خارجية
- البوابة الوطنية للجماعات الترابية
- المندوبية السامية للتخطيط